# Rachid Talbi Alami
Pour les articles homonymes, voir Alami.
Rachid Talbi el-Alami est né en 1958 à Tétouan, est un homme politique marocain. Il est président de la Chambre des représentants, depuis le 9 octobre 2021, élu à la majorité absolue, au premier tour par 258 voix sur 395 sièges.
Il a occupé le poste de Ministre de la Jeunesse et des sports dans le gouvernement El Otmani entre avril 2017 et octobre 2019.
En avril 2014, faisant partie de la majorité au Gouvernement Benkirane, il a été élu par 225 voix contre 147 voix pour son rival Karim Ghellab, Président de la Chambre des représentants du Maroc.

## Cycle universitaire
- Docteur en gestion et finance (option finances locales) à l'université de New York aux États-Unis, il avait poursuivi ses études supérieures à l'université Mohammed V à Rabat.

## Vie professionnelle
- Expert international, à New-York, en décentralisation et en système financier local auprès des agences et banques donatrices, il a créé et géré des sociétés d'investissement à Casablanca et à Tétouan.
- Il a par ailleurs contribué à la réalisation de plusieurs études et présenté des services au profit des collectivités locales pour le renforcement de leurs capacités de gestion de la chose locale, au niveau national en particulier et au profit d'un ensemble de pays africains en général.
- Dans ce cadre, il a assuré la responsabilité de la reconstruction des infrastructures dans les territoires palestiniens occupés et la fonction d'expert auprès de plusieurs bureaux d'études internationaux dont le dernier est le bureau de recherches et d'études relevant de l'université de Caroline du Nord aux États-Unis.

## Vie politique
- En 1992, membre puis vice-président de la commune urbaine de Sid El Mandri à Tétouan.
- Il avait assuré les fonctions de membre de la communauté urbaine de Tétouan et la présidence de la commission des finances et du budget au sein de la commune et de la communauté.
- Il est depuis 1 992 membres de la chambre de commerce, d'industrie et des services de Tétouan et depuis 1 997 membres de l'assemblée provinciale de Tétouan.
- Membre de l'Association internationale de la planification stratégique pour la lutte contre la pauvreté dans le secteur urbain, il a été élu durant le troisième congrès national du Rassemblement national des indépendants (RNI), tenu en 2001, membre de la commission centrale du parti et occupe depuis 1996 la fonction de coordonnateur du parti dans la province de Tétouan.
- Le 7 septembre 2007, il a été reconduit à la tête de la circonscription de Tétouan (Élection parlementaire de 2007 au Maroc).
- Le 12 juin 2009, il est élu aux élections communales à Tétouan.
- Le 28 septembre 2009, il est élu président du conseil de la région Tanger-Tétouan.
- Le 10 octobre 2009, il est élu président du groupe parlementaire du Rassemblement national des indépendants (RNI) au parlement marocain.
- Le 14 avril 2014, il est élu président de la Chambre des représentants[3].
- Le 17 janvier 2017, il est élu président du groupe parlement du Rassemblement Constitutionnel au parlement marocain.
- Le 5 avril 2017, il est nommé ministre de la Jeunesse et des Sports dans le gouvernement El Othmani.

## Controverses
- Rachid Talbi el-Alami a été condamné à 3 mois de prison avec sursis par la cour d’appel de Tétouan en 1994 pour avoir émis des chèques sans provision. Il n'a pas été déchu de ses droits civiques ni déclaré inéligible par la justice Marocaine. Il a payé sa dette à l'égard de la société. Mais il n'a jamais rembourser les montant détournés a l'état marocain[4].